# Lobulia glacialis
Lobulia glacialis är en ödleart som beskrevs av  Allen E. Greer ALLISON och COGGER 2005. Lobulia glacialis ingår i släktet Lobulia och familjen skinkar. IUCN kategoriserar arten globalt som otillräckligt studerad. Inga underarter finns listade i Catalogue of Life.